# Berjosowka (Kolyma)
Die 517 km lange Berjosowka (russisch Берёзовка; von russisch berjosa, Birke; auch Beresowka) ist ein rechter Nebenfluss der Kolyma in Ostsibirien (Russland, Asien).
Die Berjosowka durchfließt auf ihrer gesamten Länge zumeist in einem breiten Tal das Jukagirenplateau im Nordosten der Republik Sacha (Jakutien). Das Einzugsgebiet umfasst 24.800 km². Die mittlere monatliche Wasserführung im Mittellauf (bei Berjosowka, 202 km oberhalb der Mündung) beträgt 62,5 m³/s (Minimum im April: 0,03 m³/s, Maximum im Juni: 254 m³/s). Die Berjosowka gefriert von Oktober bis Mitte Mai. Im Mittel- und Oberlauf kann sie in manchen Jahren von Dezember bis April bis zum Grund durchfrieren. Der Fluss kann für die Holzflößerei genutzt werden. Im Einzugsgebiet der Berjosowka gibt es etwa 2000 Seen.
Seit 1744 wurden entlang des Flusses Goldbergwerke betrieben, die noch zu Beginn des 20. Jahrhunderts zu den ergiebigsten im Ural gehörten und besonders reines Gold lieferten.
An der Berjosowka wurde im April 1900 eines der ersten im Permafrostboden erhaltenen Mammuts entdeckt. Das Berjosowka-Mammut wurde nach Sankt Petersburg gebracht und dort wissenschaftlich untersucht. Eine Dermoplastik und das präparierte Skelett befinden sich seit 1903 in der Dauerausstellung des Zoologischen Museums Sankt Petersburg.